# Pizzo Truzzo
Il Pizzo Truzzo (2.722 m s.l.m.) è una montagna delle Alpi dell'Adula in provincia di Sondrio. Fa parte della Catena Mesolcina.

## Caratteristiche
Si presenta come vetta panoramica sul bacino del Truzzo e sulla valle Spluga.

## Salita alla vetta
Si può salire sulla vetta partendo da Portarezza, frazione di Campodolcino.